# Отон Русопулос
Отон Русопулос (на гръцки: Όθων Ρουσόπουλος) е гръцки учен от XIX век, химик, преподавател в Атинския университет.

## Биография
Роден е в 1856 година в костурското гръцко село Богатско или в 1855 година в Атина, в семейството на археолога Атанасиос Русопулос. Учи химия в Германия. След завършването си преподава във Военното училище. В 1894 година напуска и започва да преподава в Промишлено-търговската академия. Работи в икономическото министерство като генерален секретар и е избиран за депутат от Лерин-Костур в 1915 година и става главен секретар на министерството на икономиката (1915 – 1916).
Русопулос има заслуги за внедряване на способ за подобряване на почистването и поддръжката на археологическите находки.
Жена му Елени Русопулу е видна журналистка.
Умира на 28 май 1922 година в Атина на 66-годишна възраст.